# برکه ملا
برکه ملا یک آب‌انبار تاریخی مربوط به دوره صفویه، قاجاریه است که در شهرستان بستک، استان هرمزگان قرار دارد. این اثر در تاریخ ۲۴ اسفند ۱۳۸۴ با شمارهٔ ثبت ۱۵۳۷۳ به‌عنوان یکی از آثار ملی ایران به ثبت رسیده‌است. این برکه در ضلع جنوبی روستای دهنگ قرار دارد.
آب‌انبار در شهرستان بستک مانند دیگر مناطق جنوب ایران مطمئن‌ترین و رایج‌ترین وسیله تأمین آب مشروب است یک اختلاف مهم آب‌انبارهای  جنوب با آب‌انبارهای معمولی در سایر نقاط ایران در منبع آب است در سایر نقاط ایران آب قنات یا رودخانه و چاه را در آب‌انبار بدو منظور ذخیره یا تصفیه انبار می‌کنند، ولی در بستک مانند همه جنوب ایران آب باران را در آب‌انبار ذخیره می کنند و دومین اختلاف نیز این است که در  آب‌انبارهای جنوب پله و شیر آب به‌ شكل آب‌انبارهای دیگر مرسوم نیست که البته علت آن برای جلوگیری از اتلاف آب است.

## معماری و ساختار برکه
ساختمان آب‌انبارهای منطقه بستک از سنگ و ساروج تشکیل یافته و بیرون آنها را معمولا هر چند سالی با گچ سفید می‌کنند عمق آبگیر آنها تا سطح زمین از ۴ متر تا ۱۲ متر و قطر آنها از ۶ متر تا ۲۰ متر دیده می شود که دارای سه دریچه است که از آنها برای برداشتن آب بوسیله سطل و طناب استفاده می‌کنند.
همچنین هر برکه دارای یک تا سه دریچه مخصوص ورود آب باران می باشد.
قسمت آبگیر برکه معمولاً بصورت استوانه با مقطع دایره ای است ولی گاهی اوقات با مقطع بیضی و یا مربع و مربع‌مستطیل می‌باشد بندرت هم از دو مربع‌مستطیل که بصورت بعلاوه قرار گرفته‌اند ساخته می‌شود در هر حال سقف همه آنها مقطع نيم‌دایره ای دارد.
مطلب اساسی و قابل توجه در ساختمان این برکه‌ها موقعیت آن است بدین معنی که باید در مسیر جریان آب باران قرار گیرد و باصطلاح هر برکه ای دارای یک مَمَر و یا چند ممری است که آب باران آن حوالی را جمع‌آوری کرده و بداخل برکه هدایت می‌کند این ممرها مانند خود برکه‌ها وقف و جزو اراضی عمومی بوده و تغییر و هر نوع تصرف در آنها ممنوع است. برکه‌ها توسط اشخاص خیّر ساخته، تعمير، لایروبی و نگهداری می شوند آب برکه‌ها نیز برای استفاده عموم وقف است.